# 열린 사회
열린 사회(영어: open society, 開放社會) 또는 개방사회는 1932년 프랑스 철학자인 앙리 베르그송이 처음으로 사용한 용어이다. 열린 사회의 기본적인 개념은 합리주의에 기반한 지식 인식론을 기본으로 하며, 사회 계층에 상관없이 정치, 사회, 경제적 정보 열람이 가능하고 배척적이고 올바른 자기 관계관이 아닌, 개방적이고 순조로운 관계관이 인간의 정서를 지배하는 그런 사회를 포괄적으로 뜻하는 용어이다. 이는 어떠한 사회의 분위기가 어느정도 '자유'롭더라도, 특정 이념을 목표로 국가를 운영하고, 그 이념을 국민에게 강제로 강요하는 사회도 '닫힌 사회'로 분류될 수 있다는 것이다. 이 때문에 앙리 베르그송은 그간의 사회가 미개사회, 문명사회와 상관없이 '닫힌 사회'라고 주장했다. 이 개념은 후일에 오스트리아 그리고 영국의 철학자인 칼 포퍼가 열린 사회 이론의 발전을 계승했다.
칼 포퍼가 계승한 열린 사회는 앙리 베르그송의 개념을 더해 인간이 끝없이 사회 문제에 자각하고, 그 문제를 자유롭게 열거하여 끊임없이 발전하는 사회를 함축적으로 표현한 용어로 계승했다. 이는 그가 내세운 반증주의에 합치된 개념이라고 볼 수 있다. 즉, 각 개인이 느끼는 그 어떤 정치, 사회적 발언도 사회 발전에 기여할 수 있다는 것이다. 즉, 열린 사회가 제대로 실현되기 위해서는 정치적 자유, 언론의 자유, 민주주의 사회가 전제 조건이다. '열린 사회'는 자유주의에 해당하는 모든 분파가 공통점으로 가지고 있는 사회공학적 신념이다.

## 특징
인도주의, 평등주의, 언론의 자유, 정치적 자유는 열린 사회가 실현되기 위한 제일 기본적인 전제 조건이다. 열린 사회는 앙리 베르그송이 정립하기 전에도 이 '열린 사회'와 비슷한 사회적 현상이 일어났다. 대표적으로 아테네 민주정의 초기 민주주의가 현재 정립화 된 '열린 사회'의 특성이 나타났다.

## 비판
미국의 철학자이자 억만장자인 헝가리 출신의 조지 소로스는 '열린 사회 협회'를 구성했었는데, 소련의 붕괴로 동구권은 자본주의화되자 조지 소로스는 '열린 사회 협회'를 통해 여러 동구권 국가에 '열린 사회'를 전파했고, 동구권 자본주의화에 앞장서 금전적 원조를 해주면서 오늘날 동구권은 서방권의 자본력에 귀속된 경제 체제를 하고 있다. 이 때문에 일부 학자들은 열린 사회가 신제국주의가 내딛기 위한 '다리'와 같은 역할을 한다고 주장한다. 즉, 열린 사회는 자본주의적 세계화를 필연화하면서 결국 신제국주의와 신식민지의 관계를 만들어내는 자본주의적 사회상이라는 것이다.

## 같이 보기
- 자유민주주의

## 관련 서적
- 《열린 사회와 그 적들》(칼 포퍼 1945년 저)
- 《The Transparent Society》(데이비드 브린 1998년 저)
- 《네트워크의 부》(요차이 벤클러 2006년 저)